# Dadadon
Dadadon es un género extinto de sinápsidos que existió en Madagascar durante el Triásico Medio y Superior, la única especie descrita del género es Dadadon isaloi.
Un análisis cladístico encontró que Dadadon forma un clado con Massetognathus y Santacruzodon, la nueva subfamilia Massetognathinae.